# Zigfrīds Anna Meierovics
Zigfrīds Anna Meierovics (5. února 1887, Durbe – 22. srpna 1925, blízko Tukums) byl lotyšský politik a diplomat židovského původu. Byl prvním ministrem zahraničí samostatného Lotyška, od 19. listopadu 1918 do 26. ledna 1924. Po krátké přestávce se do funkce 18. prosince 1924 vrátil a zastával ji až do smrti. Vedle toho byl ve dvou obdobích rovněž premiérem Lotyška, od 19. června 1921 do 26. ledna 1923 (druhý lotyšský premiér v historii) a znovu mezi 28. červnem 1923 a 26. lednem 1924. Byl představitelem a jedním ze zakladatelů Lotyšského zemědělského svazu (Latvijas Zemnieku savienība), agrární strany, která dominovala lotyšskému politickému systému ve 20. letech 20. století.

## Život
Narodil se v rodině židovského lékaře, který konvertoval ke křesťanství, a jeho lotyšské manželky Anny, která zemřela při porodu. Otec se ženu rozhodl uctít tím, že synovi dal při křtu druhé jméno Anna. Otec byl duševně nemocný, roku 1891 byl umístěn do psychiatrické léčebny, roku 1913 zemřel. Mladý Meierovics proto vyrůstal v rodině svého strýce (matčina bratra) v Sabile. Vytudoval ekonomii na Rižské technické univerzitě, diplomovou práci věnoval měnové reformě v Ruském impériu a v Rakousku-Uhersku. Absolvoval roku 1911. Poté učil na obchodní škole a pracoval ve vzájemné družstevní záložně, kde se stal nakonec ředitelem.
Během první světové války žil v Moskvě a působil v Lotyšském výboru pro uprchlíky (Latviešu bēgļu apgādāšanas centrālkomiteja) a v organizačním výboru jednotek lotyšských střelců. Po únorové revoluci se přestěhoval do Rigy a začal se intenzivně věnovat politice. V dubnu 1917 spoluzaložil Lotyšský zemědělský svaz. V září 1917 se zúčastnil Kongresu porobených národů Ruska v Kyjevě. V říjnu 1917 spoluzaložil Lotyšskou prozatímní národní radu, která začala prosazovat program nezávislého Lotyšska. Spolu s Jānisem Čakstem a Jānisem Kreicbergsem byl zvolen do delegace, která odjela do zahraničí, aby dosáhla uznání Lotyšska de facto. Vyrazil do Stockholmu a Londýna, kde dosáhl významného úspěchu, když 23. října obdržel od ministra zahraničí Arthura Balfoura ústní a 11. listopadu 1918 písemné potvrzení, že Spojené království uznává státnost Lotyšska a Národní radu jako vládu.
Byl členem Lotyšské lidové rady, která 18. listopadu 1918 vyhlásila nezávislost Lotyšska. Den poté se stal prvním ministrem zahraničních věcí. Zajistil mezinárodní uznání Lotyšské republiky a přijetí do Společnosti národů. Zúčastnil se Pařížské mírové konference v roce 1919, kde byl jistý čas vedoucím lotyšské delegace. Navázal zde úzké vztahy zejména s představiteli Francie. V roce 1920 uzavřel mírovou smlouvu s Německem, krátce na to i se sovětským Ruskem.
Když převzal premiérský post, pozval do vlády sociální demokraty (jejich pravicovou frakci). Jeho vláda učinila několik klíčových rozhodnutí: založila centrální banku (Latvijas Banka) a zavedla vlastní měnu lat. Dohodla se se sovětským Ruskem na principech volby občanství lotyšských občanů ruské národnosti a Lotyšů, kteří za války uprchli před frontou do Ruska (220 tisíc se jich na základě vyjednaných dohod vrátilo do Lotyšska do roku 1927), vláda také zrušila gotické písmo a zavedla latinku a schválila stanovy několika státních institucí (Lotyšská univerzita, Lotyšská konzervatoř, Lotyšská akademie umění ad.). Dne 30. května 1922 podepsal jménem Lotyšska konkordát se Svatým stolcem, který byl ratifikován Ústavodárným shromážděním 19. července. Dohoda zajistila autonomii římskokatolické církve v Lotyšsku, avšak s podmínkou, že arcibiskup a biskupové budou občany Lotyšské republiky.
Zahynul při autonehodě ve věku 38 let. Jeho druhá manželka krátce na to spáchala sebevraždu a byla pohřbena po boku manžela. Jeho syn Gunars v roce 1993 kandidoval na prezidenta obnoveného Lotyšska, ale neuspěl. V roce 2004 byl Meierovics v anketě provedené Latvijas Avīze a portálem Apollo zvolen 22. nejvýznamnější osobností lotyšských dějin. V roce 2013 uvedla Lotyšská národní opera muzikál o jeho životě v režii Gaty Šmity. Autorem hudby byl Jānis Lūsēns, libreto napsal Māra Zālīte.